# U-592 (tàu ngầm Đức)
U-592 là một tàu ngầm tấn công  Lớp Type VII thuộc phân lớp Type VIIC được Hải quân Đức Quốc Xã chế tạo trong Chiến tranh Thế giới thứ hai. Nhập biên chế năm 1941, nó đã thực hiện được mười chuyến tuần tra, đánh chìm được một tàu buôn tải trọng 3.770 GRT. Trong chuyến tuần tra cuối cùng, U-592 bị các tàu sà lúp HMS Starling, HMS Wild Goose và HMS Magpie của Hải quân Hoàng gia Anh thả mìn sâu đánh chìm trong Đại Tây Dương về phía Tây Nam Ireland vào ngày 31 tháng 3, 1944.

## Thiết kế và chế tạo

### Thiết kế

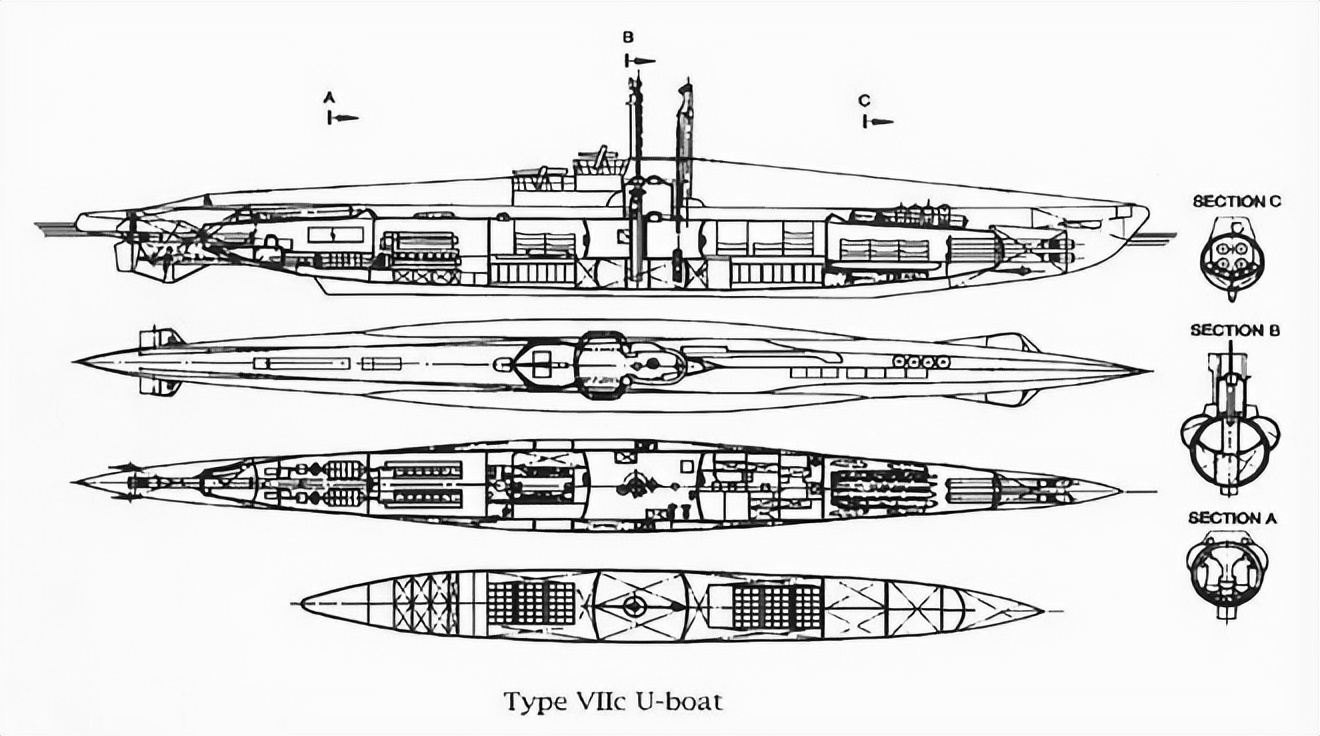
Sơ đồ các mặt cắt một tàu ngầm Type VIIC

Phân lớp VIIC của Tàu ngầm Type VII là một phiên bản VIIB được kéo dài thêm. Chúng có trọng lượng choán nước 769 t (757 tấn Anh) khi nổi và 871 t (857 tấn Anh) khi lặn). Con tàu có chiều dài chung 67,10 m (220 ft 2 in), lớp vỏ trong chịu áp lực dài 50,50 m (165 ft 8 in), mạn tàu rộng 6,20 m (20 ft 4 in), chiều cao 9,60 m (31 ft 6 in) và mớn nước 4,74 m (15 ft 7 in).
Chúng trang bị hai động cơ diesel Germaniawerft F46 siêu tăng áp 6-xy lanh 4 thì, tổng công suất 2.800–3.200 PS (2.100–2.400 kW; 2.800–3.200 bhp), dẫn động hai trục chân vịt đường kính 1,23 m (4,0 ft), cho phép đạt tốc độ tối đa 17,7 kn (32,8 km/h), và tầm hoạt động tối đa 8.500 nmi (15.700 km) khi đi tốc độ đường trường 10 kn (19 km/h). Khi đi ngầm dưới nước, chúng sử dụng hai động cơ/máy phát điện Garbe, Lahmeyer & Co. RP 137/c  tổng công suất 750 PS (550 kW; 740 shp). Tốc độ tối đa khi lặn là 7,6 kn (14,1 km/h), và tầm hoạt động 80 nmi (150 km) ở tốc độ 4 kn (7,4 km/h). Con tàu có khả năng lặn sâu đến 230 m (750 ft).
Vũ khí trang bị có năm ống phóng ngư lôi 53,3 cm (21 in), bao gồm bốn ống trước mũi và một ống phía đuôi, và mang theo tổng cộng 14 quả ngư lôi, hoặc tối đa 22 quả thủy lôi TMA, hoặc 33 quả TMB. Tàu ngầm Type VIIC bố trí một hải pháo 8,8 cm SK C/35 cùng một pháo phòng không 2 cm (0,79 in) trên boong tàu. Thủy thủ đoàn bao gồm 4 sĩ quan và 40-56 thủy thủ.

### Chế tạo
U-592 được đặt hàng vào ngày 16 tháng 1, 1940, và được đặt lườn tại xưởng tàu của hãng Blohm & Voss ở Hamburg vào ngày 30 tháng 10, 1940. Nó được hạ thủy vào ngày 20 tháng 8, 1941, và nhập biên chế cùng Hải quân Đức Quốc Xã vào ngày 16 tháng 10, 1941 dưới quyền chỉ huy của Hạm trưởng, Đại úy Hải quân Carl Borm.

## Lịch sử hoạt động
Sau khi hoàn tất việc huấn luyện trong thành phần Chi hạm đội U-boat 6, U-592 tiếp tục phục vụ cùng đơn vị này để hoạt động trên tuyến đầu. Nó được điều sang Chi hạm đội U-boat 11 từ ngày 1 tháng 7, 1942, rồi quay trở lại Chi hạm đội U-boat 6 từ ngày 1 tháng 3, 1943 cho đến khi bị mất.

### 1942

#### Chuyến tuần tra thứ nhất
U-592 có một chuyến đi ngắn từ cảng Hamburg, Đức đến Helgoland (còn gọi là Heligoland) vào cuối tháng 2, 1942, trước khi xuất phát từ đây vào ngày 3 tháng 3 cho chuyến tuần tra đầu tiên trong chiến tranh. Nó hoạt động dọc theo bờ biển Na Uy, và kết thúc chuyến tuần tra tại cảng Bergen, Na Uy vào ngày 23 tháng 3.

#### Chuyến tuần tra thứ hai và thứ ba
U-592 khởi hành từ Bergen vào ngày 1 tháng 4 cho chuyến tuần tra thứ hai và đã hoạt động trong biển Na Uy và biển Barents ngoài khơi bán đảo Kola trước khi quay trở về Bergen vào ngày 23 tháng 4. Đến cuối tháng 5, chiếc tàu ngầm đã di chuyển từ Bergen đến cảng Hamburg.
Sang đầu tháng 7, U-592 di chuyển từ Hamburg đến cảng Kiel, Đức, rồi tiếp tục đi đến Bergen, và xuất phát từ đây vào ngày 17 tháng 7 cho chuyến tuần tra thứ ba. Nó hoạt động trong biển Na Uy về phía Đông Bắc Icelnad và phía Bắc Na Uy, rồi kết thúc chuyến tuần tra tại Skjomenfjord (gần Narvik), Na Uy vào ngày 14 tháng 8.

#### Chuyến tuần tra thứ tư và thứ năm
Chuyến tuần tra tiếp theo của U-592, cùng xuất phát và kết thúc tại Skjomenfjord, kéo dài từ ngày 10 đến ngày 28 tháng 9. Chiếc tàu ngầm đã hoạt động trong biển Na Uy trong khu vực Đông Bắc Iceland cho đến tận phía Nam quần đảo Svalbard.
Sau đó từ căn cứ Skjomenfjord, chiếc tàu ngầm thực hiện chuyến tuần tra thứ năm từ ngày 7 tháng 10 để hoạt động trong biển Barents cho đến tận quần đảo Novaya Zemlya. Tại đây vào ngày 13 tháng 10, nó rải một bãi 24 quả thủy lôi TMB tại eo biển Yugorsky, vốn đã đưa đến việc chiếc tàu buôn Liên Xô Shchors 3.770 GRT đắm do trúng mìn vào ngày hôm sau. U-592 quay trở về Skjomenfjord vào ngày 19 tháng 10.

#### Chuyến tuần tra thứ sáu
U-592 lại xuất phát từ Skjomenfjord vào ngày 9 tháng 11 cho chuyến tuần tra thứ sáu kéo dài cho đến ngày 18 tháng 12. Nó lại hoạt động trong biển Na Uy cho đến phía Nam quần đảo Svalbard, và kết thúc chuyến tuần tra tại cảng Narvik. Còn tàu tiếp tục di chuyển đến Bergen vào giữa tháng 12.

### 1943

#### Chuyến tuần tra thứ bảy
Rời cảng Bergen vào ngày 9 tháng 3, 1943 cho chuyến tuần tra thứ bảy, U-592 băng qua khe GI-UK giữa Iceland và quần đảo Faroe để vòng qua quần đảo Anh và hoạt động tại vùng biển Bắc Đại Tây Dương về phía Đông Nam Greenland. Nó kết thúc chuyến tuần tra và đi đến cảng St. Nazaire bên bờ Đại Tây Dương của Pháp vào ngày 18 tháng 4. St. Nazaire trở thành căn cứ hoạt động chính của chiếctàu ngầm cho đến khi nó bị mất

#### Chuyến tuần tra thứ tám và thứ chín
Hai chuyến tuần tra tiếp theo của U-592, cùng xuất phát và kết thúc tại cảng St. Nazaire, lần lượt diễn ra từ ngày 29 tháng 5 đến ngày 14 tháng 7 và từ ngày 25 tháng 9 đến ngày 25 tháng 11. Chiếc tàu ngầm đã hoạt động tại khu vực giữa Bắc Đại Tây Dương, nhưng vẫn không đánh chìm thêm được mục tiêu nào.

### 1944

#### Chuyến tuần tra thứ mười – Bị mất
U-592 khởi hành từ cảng St. Nazaire vào ngày 10 tháng 1, 1944 cho chuyến tuần tra thứ mười, cũng là chuyến cuối cùng, để hoạt động trong vùng biển Đại Tây Dương về phía Tây Nam Ireland. Vào ngày 29 tháng 1, nó bị một máy bay ném bom B-24 Liberator của Hải quân Hoa Kỳ tấn công và bị hư hại đang kể.
Chỉ hai ngày sau đó 31 tháng 1, U-592 bị các tàu sà lúp HMS Starling, HMS Wild Goose và HMS Magpie thuộc Đội hỗ trợ 2 Hải quân Hoàng gia Anh thả mìn sâu đánh chìm trong Đại Tây Dương về phía Tây Nam Ireland, tại tọa độ 50°20′B 17°29′T / 50,333°B 17,483°T. Toàn bộ 49 thành viên thủy thủ đoàn của chiếc U-boat đều đã tử trận.

### "Bầy sói" tham gia
U-592 từng tham gia mười sáu bầy sói:
- Wrangel (11 – 18 tháng 3, 1942)
- Naseweis (10 tháng 4, 1942)
- Bums (10 – 14 tháng 4, 1942)
- Blutrausch (15 – 19 tháng 4, 1942)
- Nebelkönig (27 tháng 7, – 13 tháng 8, 1942)
- Trägertod (19 – 22 tháng 9, 1942)
- Boreas (19 tháng 11, – 9 tháng 12, 1942)
- Seeteufel (21 – 30 tháng 3, 1943)
- Löwenherz (1 – 10 tháng 4, 1943)
- Siegfried (22 – 27 tháng 10, 1943)
- Siegfried 2 (27 – 30 tháng 10, 1943)
- Jahn (31 tháng 10, – 2 tháng 11, 1943)
- Tirpitz 4 (2 – 8 tháng 11, 1943)
- Eisenhart 8 (9 – 10 tháng 11, 1943)
- Rügen (21 – 26 tháng 1, 1944)
- Hinein (26 – 29 tháng 1, 1944)

### Tóm tắt chiến công
U-592 đã đánh chìm được một tàu buôn tải trọng 3.770 GRT:
| Ngày              | Tên tàu | Quốc tịch    | Tải trọng | Số phận            |
| ----------------- | ------- | ------------ | --------- | ------------------ |
| 14 tháng 10, 1942 | Shchors | Soviet Union | 3.770     | Bị đánh chìm (mìn) |